# Waloddi Weibull
Ernst Hjalmar Waloddi Weibull (18 juin 1887, Vittskövle – 12 octobre 1979, Annecy) est un ingénieur et mathématicien suédois. Il est reconnu pour ses travaux sur la fatigue des matériaux et, en statistique, pour ses études sur la distribution de Weibull.

## Biographie
Waloddi Weibull compte dans sa famille plusieurs cousins historiens connus comme Curt Weibull.
Il s'engage en 1904 dans la marine suédoise en suivant parallèlement des cours à l'Institut royal de technologie à Stockholm. En 1924, il devient professeur et obtient huit ans plus tard son doctorat à l'université d'Uppsala. Il est employé dans différentes sociétés suédoises ou allemandes comme chercheur (roulements à billes et à rouleaux, marteau-piqueur) et ingénieur consultant.
En 1939, il publie ses travaux sur la distribution de Weibull, utilisée en probabilité et statistique. Puis en 1941, il est nommé professeur de physique appliquée à l'Institut royal de Stockholm, grâce à la société de fabrique d'armes Bofors. Il publie de nombreux travaux sur la résistance des matériaux.
En 1947, il part en expédition sur l' Albatros, un navire de recherche, dans les mers Méditerranée, des Caraïbes et dans l'océan Pacifique. Il écrit son premier article sur la propagation des ondes explosives. Il développe une technique basée sur l'explosion de charges pour caractériser la nature et l'épaisseur des fonds marins, technique encore utilisée aujourd'hui dans l'exploration pétrolière offshore.
En 1951, il présente sa plus célèbre étude devant l' American Society of Mechanical Engineers, à partir de sept études de cas. 
Ses travaux seront récompensés par la médaille d'or de l'ASME en 1972 et par la grande médaille d'or de l'Académie royale des sciences de Suède en 1978 pour l'ensemble de son travail (plus de 70 publications).
Waloddi Weibull meurt le 12 octobre 1979 à Annecy.

## Article scientifique
- (en) Waloddi Weibull, « A Statistical Distribution Function of Wide Applicability », Journal of Applied Mechanics,‎ 1951, p. 293–297 (lire en ligne)